# Polonia Christiana

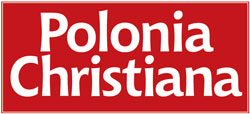

Polonia Christiana est un magazine polonais bimestriel. Publié depuis mars 2008 et de profil conservateur et catholique, il commente l'actualité, faisant largement référence à l'histoire de l'Église, de la Pologne et de l'Europe. Sławomir Skiba est le rédacteur en chef du magazine et Mateusz Ziomber est le rédacteur en chef adjoint.